# 붉은항문직박구리
붉은항문직박구리(학명: Pycnonotus cafer 피크노노투스 카페르[*])는 직박구리과 검은이마직박구리속에 속하는 연작류의 일종이다. 인도 아대륙 원산으로 남으로는 스리랑카, 동으로는 버마, 북으로는 부탄과 네팔까지 자생한다.
뉴질랜드, 아르헨티나, 통가, 피지, 사모아, 호주, 미국, 쿡제도 등 다른 곳으로 퍼져나갔다. 세계 최악의 100대 침입외래종 가운데 하나로 지정되었다.